# St. Birgitta (Bremen)

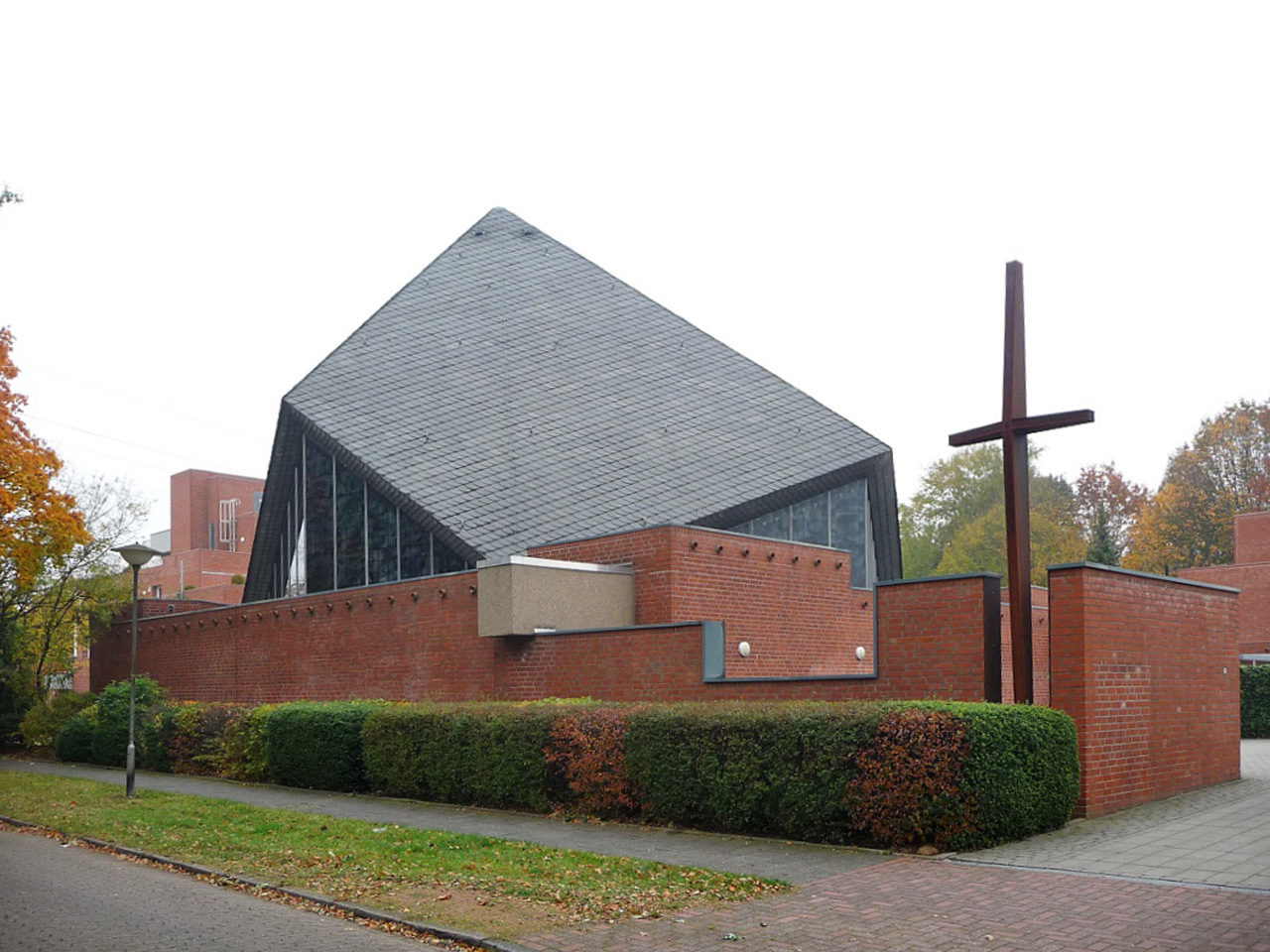
St.-Birgitta-Kirche

St. Birgitta ist die römisch-katholische Kirche von Burgdamm in Bremen. Das nach der Heiligen Birgitta von Schweden benannte Gotteshaus ist eine Filialkirche der Pfarrei Heilige Familie mit Sitz in Osterholz-Scharmbeck im Dekanat Bremen-Nord des Bistums Hildesheim und gehört zu den bedeutenden Bremer Bauwerken.

## Lage
Die St.-Birgitta-Kirche und das baulich verbundene, gleichnamige Altenheim stehen auf dem Grundstück Göteborger Straße 34–38 in Burgdamm, einem Ortsteil des Stadtteils Burglesum innerhalb des Stadtbezirkes Bremen-Nord. Die St.-Birgitta-Kirche steht rund 100 Meter von der Bundesstraße 74 und rund 700 Meter von der Bundesautobahn 27 entfernt, die Landesgrenze nach Niedersachsen verläuft in rund 150 Meter Entfernung von der Kirche.

## Geschichte
Zum Einzugsgebiet der St.-Birgitta-Kirchengemeinde gehören die Katholiken aus Burgdamm und Ritterhude. Zunächst hatte das Bistum Hildesheim geplant, in Ritterhude eine Kirche zu bauen. Für diesen Zweck war in Ritterhude bereits ein Baugrundstück angekauft worden. Aufgrund des Wohnraummangels in Bremen wurde von Anfang der 1960er Jahre an am Bremer Stadtrand auf dem Marßeler Feld, das bis dahin landwirtschaftlich genutzt worden war, von der GEWOBA ein Neubaugebiet errichtet, für das je eine evangelische und katholische Kirche eingeplant waren.
Für die Katholiken fanden anfangs sowohl in Ritterhude, in der St.-Johannes-Kirche, als auch im Neubaugebiet Marßeler Feld, in der 1963/64 erbauten Schule an der Landskronastraße, Gottesdienste statt. Die Seelsorge übten damals Geistliche der Kapelle St. Peter und Paul aus.
1971 erfolgte die Grundsteinlegung der St.-Birgitta-Kirche, am 27. April 1972 wurde das Richtfest gefeiert. Am 13. Dezember 1972 weihte Generalvikar Adalbert Sendker die Kirche. Das Patrozinium der heiligen Birgitta von Schweden erhielt die Kirche, da die Straße, an der die Kirche erbaut worden war, nach einer schwedischen Stadt benannt ist. 1972 wurde auch die St.-Birgitta-Kirchengemeinde, zu der damals über 2000 Mitglieder gehörten, zur Pfarrei erhoben. 
In Verbindung mit der Kirche wurde auch das Altenheim St. Birgitta erbaut. Es wurde am 1. September 1971, nach anderer Quelle erst am 14. Dezember 1972, eingeweiht
Im Jahr 2000 wurde eine Seelsorgeeinheit gegründet, die neben der Pfarrgemeinde St. Birgitta auch die Pfarrgemeinden Heilige Familie (Osterholz-Scharmbeck) und Guter Hirt (Lilienthal) mit ihrer Filialkirche Maria Frieden (Worpswede) umfasste. Zum 1. September 2012 wurden die Pfarrgemeinden der Seelsorgeeinheit zur heutigen Pfarrei zusammengeschlossen.

## Architektur
Die St.-Birgitta-Kirche entstand nach Plänen des Architekten Veit Heckrott. Von einem Innenhof aus sind die Kirche, das Pfarrhaus, das Gemeindezentrum und das Altenheim der Caritas zu erreichen. Ein anfangs vorgesehener freistehender Glockenturm wurde nicht ausgeführt.
Die Kirche ist als Zentralbau ausgeführt, auffällig ist ihr schieferverkleidetes Dach. Prägende Materialien im Kircheninneren sind Sichtbeton und Sichtmauerwerk sowie im Dachbereich die großen Fenster.